# Округ Котон (Оклахома)
Котон (енгл. Cotton County) је округ у америчкој савезној држави Оклахома.

## Демографија
По попису из 2010. године број становника је 6.193, што је 421 (-6,4%) становника мање него 2000. године.
| Група             | 2000.         | 2010.         |
| Белци             | 5.475 (82,8%) | 4.905 (79,2%) |
| Афроамериканци    | 189 (2,9%)    | 128 (2,1%)    |
| Азијати           | 8 (0,1%)      | 13 (0,2%)     |
| Хиспаноамериканци | 321 (4,9%)    | 344 (5,6%)    |
| Укупно            | 6.614         | 6.193         |